# La Ferme Célébrités
La Ferme Célébrités (ou La Ferme Célébrités en Afrique lors de la saison 3 en 2010) est une émission de télévision française de téléréalité diffusée sur TF1 du 10 avril 2004 au 9 avril 2010. Les deux premières saisons, diffusées aux printemps 2004 et 2005, ont été présentées par Christophe Dechavanne et Patrice Carmouze. Après cinq ans d'absence, une troisième édition voit le jour au début de l'année 2010. Elle est cette fois présentée par Benjamin Castaldi (primes et quotidiennes) et Jean-Pierre Foucault (primes).

## Principe
Chacun joue pour une association, le but étant de rester le plus longtemps possible pour que les dons soient les plus importants possibles (chaque semaine de présence équivaut à 6 000 €). Le vainqueur gagne quant à lui 180 000 € lors des deux premières saisons et 110 000 € lors de la troisième, pour son association.
Les célébrités reçoivent les conseils et sont aidées par un fermier de métier (Jean-Philippe Taulier dans les deux premières saisons, Olivier Houalet dans la troisième) et une fermière (Angelina Mroz dans la deuxième saison) ainsi qu'un vétérinaire (Gilles Michel dans les deux premières saisons).
Le public peut voter par SMS ou par téléphone pour la personnalité qu'il souhaite repêcher parmi les nommés de la semaine, élus par l'ensemble des candidats. Celui qui sera sauvé de la nomination deviendra régisseur (lors des deux premières saisons) ou fermier en chef (lors de la troisième saison) et donc non nominable la semaine suivante. Un top 3 des meilleurs et des plus mauvais fermiers est dévoilé chaque semaine par le fermier de métier qui supervise les apprentis.[réf. nécessaire]

## Diffusion
L'émission se présente sous deux formats : 
- tous les soirs, une émission résume la journée de la veille, avec en fin d'émission un duplex avec la ferme ;
- tous les vendredis, une émission se déroule en plateau, avec la présence des proches des candidats et des éliminés, au cours de laquelle est donné le classement des meilleurs fermiers, le nom du plus mauvais fermier, un résumé des évènements les plus marquants de la semaine ainsi que le nom du candidat éliminé suivant les votes des téléspectateurs.

## Identité visuelle

Saisons 1 et 2 (2004 et 2005).
Saison 3 (2010).

## Déroulement des saisons

### Saison 1 (2004)
La première saison est diffusée du samedi 10 avril au vendredi 18 juin 2004.
Les candidats sont Pascal Olmeta, Ève Angeli, Élodie Gossuin, Vincent Mc Doom, Danièle Gilbert, Ilario Calvo, Mouss Diouf, Maxime, Massimo Gargia, Mia Frye, Sébastien Moura, Céline Balitran, Titia et Éva Kowalewska.
Elle est remportée par Pascal Olmeta.

### Saison 2 (2005)
La deuxième saison est diffusée du samedi 30 avril au mardi 28 juin 2005.
Les candidats sont Jordy, Daniel Ducruet, Nathalie Marquay, Régine, Patrick Dupond, Philippe Risoli, Plastic Bertrand, Marianne von Brandstetter, Véronika Loubry, Princess Erika, Jango Edwards, Henri Leconte, Mallaury Nataf, Joanna Roziak et Jerry de la Vega.
Elle est remportée par Jordy.

### Saison 3 (2010)
Après cinq ans d'absence, la troisième saison est diffusée du vendredi 29 janvier au vendredi 9 avril 2010.
Elle est rebaptisée La Ferme Célébrités en Afrique.
Benjamin Castaldi anime les quotidiennes en solo. Il est accompagné par Jean-Pierre Foucault lors des émissions hebdomadaires.
Les candidats sont Mickaël Vendetta, David Charvet, Grégory Basso, Surya Bonaly, Christophe Guillarmé, Velvet d'Amour, Claudette Dion, Hermine de Clermont-Tonnerre, Francky Vincent, Kelly Bochenko, Miss Dominique, Farid Khider, Adeline Blondieau, Célyne Durand, Jeane Manson, Brigitte Nielsen, Aldo Maccione et Karine Dupray.
Elle est remportée par Mickaël Vendetta.

## Critiques et controverses
Lors de la première saison, l'Association des maires ruraux de France et la Confédération paysanne s'étaient émus des clichés véhiculés par l'émission. La Société protectrice des animaux a quant à elle dénoncé le traitement fait aux animaux. José Bové avait alors demandé l'arrêt de la diffusion, déplorant « l'abêtissement des téléspectateurs par une image du monde rural caricaturale ». La polémique s'était étendue jusqu'au milieu politique, puisque le ministre de l'Agriculture, Hervé Gaymard, avait déploré que le programme ne soit pas conforme à sa « vision du monde rural français ».
La participation d'Élodie Gossuin, la même année, provoque également quelques grincements de dents dans le monde politique. Sitôt élue conseillère régionale UMP-UDF lors des élections de 2004, la jeune femme avait choisi de délaisser quelque temps son poste pour participer à l'émission de télé-réalité.
L'enjeu caritatif a été vivement critiqué en comparaison des cachets jugés élevés des candidats et de leurs connaissances sur leurs associations parfois limitées voire absentes lors de la saison 3.
La saison 3 a suscité la polémique quant à l'usage des stéréotypes liés à l'Afrique et au néo-colonialisme latent véhiculé par l'émission. Le journal Jeune Afrique évoque une « litanie de clichés éculés », digne de la vision d'Hergé dans Tintin au Congo, auquel il ne manquerait plus que des « autochtones cannibales vêtus de peaux d’antilopes ». Le journal s'interroge sur les conséquences d'un tel programme, qui légitimerait indirectement « le racisme ordinaire ».
L'universitaire Pap Ndiaye déplore que le programme s'inscrive « dans le droit fil des clichés coloniaux les plus consternants ». Le continent africain étant ramené, selon l'auteur, à « un terrain de jeu exotique », rehaussé d' « Africains typiques », chargés d'accueillir les célébrités à leur arrivée. L'autre versant de cette description touche au danger inhérent à l'Afrique : « On insiste lourdement sur l’inconfort et un vague danger : la chaleur, les odeurs. Ce thème revient constamment dans la bouche des animateurs et des participants : l’Afrique pue. Les animaux “qui piquent” et les maladies. Bref, l’Afrique est présentée comme dangereuse, hostile, primitive ». Se gardant d'évoquer du racisme, l'universitaire s'interroge toutefois sur l'exploitation de « stéréotypes dévalorisants d’une Afrique fantasmée (…), un continent sans histoire où l’ordre naturel règne ». Pap Ndiaye conclut que l'on « n’apprend rien de ce huis clos entre Européens, où l’Afrique n’est qu’un décor ».

## Audimat
En raison de faibles audiences, la saison 3 est passée d'une diffusion en première partie de soirée (20 h 50) à une diffusion en seconde partie de soirée (22 h 20). TF1 a confirmé que l'émission ne reviendrait pas.
| Chaîne | Saison | Période                        | Audience de lancement (en téléspectateurs) | Audience de la finale | Audience moyenne   |
| ------ | ------ | ------------------------------ | ------------------------------------------ | --------------------- | ------------------ |
| TF1    | 1      | 10 avril 2004 - 18 juin 2004   | 8 519 360 (45,7 %)                         | 6 362 560 (33,8 %)    | 6 901 760 (35,6 %) |
| TF1    | 2      | 30 avril 2005 - 28 juin 2005   | 7 760 640 (39,9 %)                         | 5 559 040 (27,0 %)    | 5 834 240 (29,8 %) |
| TF1    | 3      | 29 janvier 2010 - 9 avril 2010 | 6 969 000 (30,8 %)                         | 3 216 000 (25,6 %)    | 3 754 727 (22,9 %) |